# Дървесен паяк на Дарвин
Дървесните паяци на Дарвин (Caerostris darwini) са вид паякообразни от семейство Araneidae. Плетените от тях кълбовидни паяжини са едни от най-големите от този вид и достигат 900 до 28 000 cm². Видът е открит през 2009 година в източната част на Мадагаскар. Наречен е в памет на Чарлз Дарвин и е описан точно на 150-ата годишнина от публикуването на неговия труд „Произход на видовете“.